# Africanfuturisme

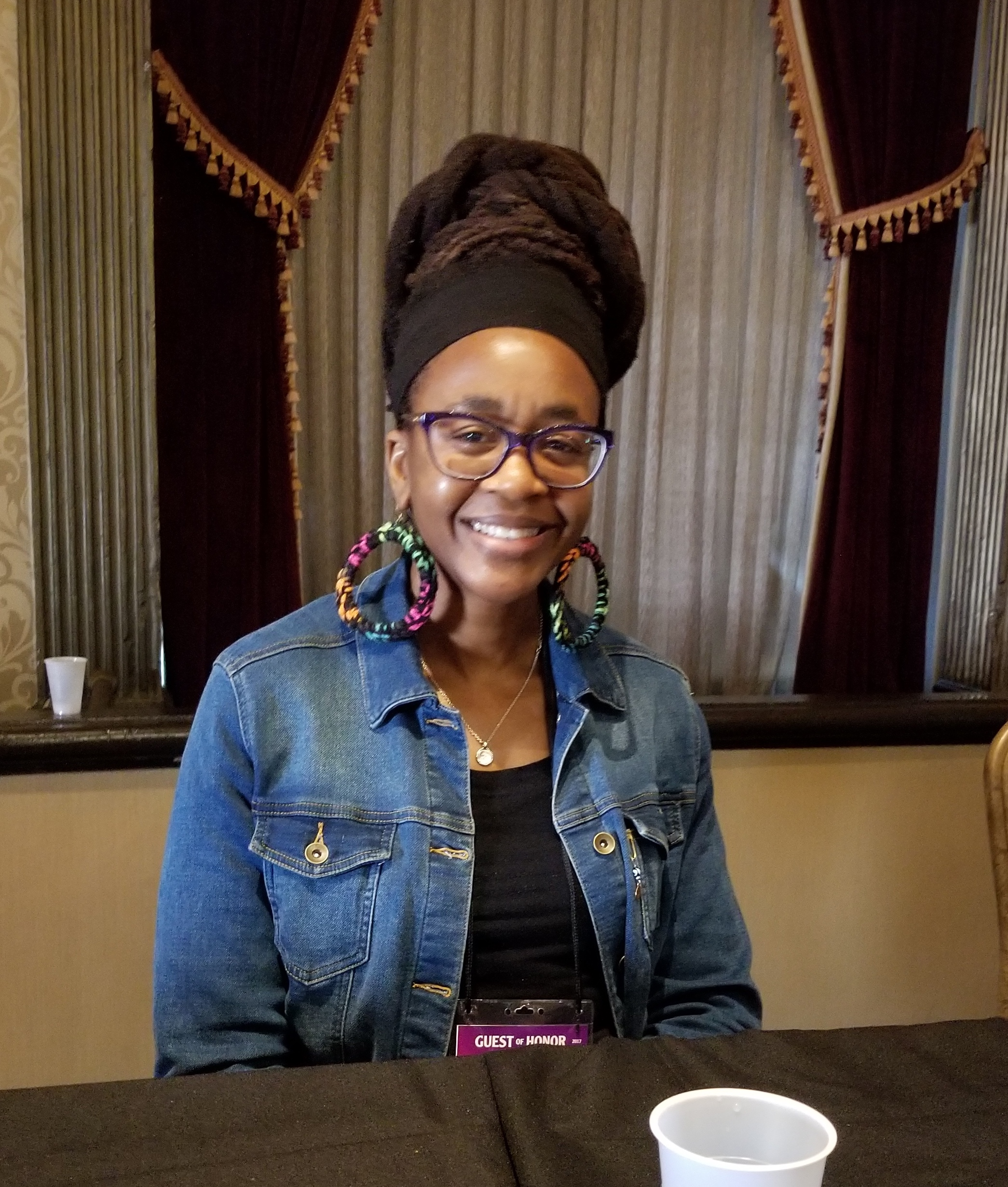
Nnedi Okorafor en 2017, auteure reconnue pour avoir inventé le terme africanfuturisme.

L'africanfuturisme est une esthétique culturelle et une philosophie des sciences africaines. Ce terme est un anglicisme, écrit en un seul mot et sans f majuscule, est inventé par l’écrivaine nigéro-américaine Nnedi Okorafor en 2019 dans un article de blog Africanfuturism Defined. Nnedi Okorafor décrit l'africanfuturisme comme une sous-catégorie de science-fiction qui est « directement enracinée dans la culture, l'histoire, la mythologie et le point de vue africains… et… qui ne privilégie ni ne centre l'Occident. ». Elle est orientée vers « une vision optimiste du futur ». Elle est écrite par (et centré sur) des « personnes d'ascendance africaine (les noirs) » tout en étant enracinée dans le continent africain.
En tant que tel, son centre est africain, il s'étend souvent sur le continent africain et inclut la diaspora noire. Il se déroule dans le futur, ce qui en fait un récit « plutôt de science-fiction que de fantasy » et comporte généralement des éléments mystiques. Ce courant afrocentriste se dintingue de l'afrofuturisme, qui émergea dans les années 1960, et qui se concentre principalement sur la diaspora africaine, principalement américaine. Les œuvres de l'africanfuturisme se rattachent à la science-fiction, la fantasy se situant dans le futur, l'histoire alternative (un genre de fiction conjecturale), l'horreur et le réalisme magique.

## Définition

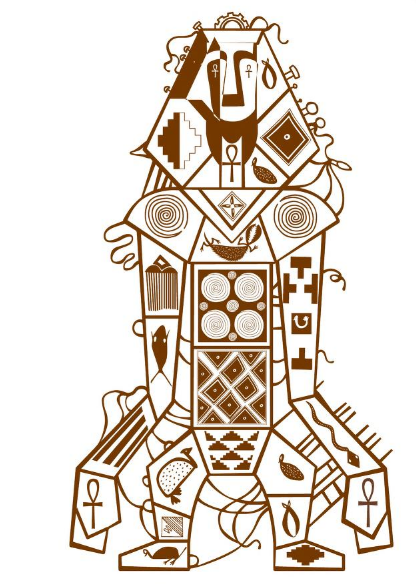
Robot africain.

L'africanfuturisme est un courant de la science fiction contemporaine issu de l'afrofuturisme qui se concentre davantage sur un point de vue et une expérience africaine et non celle de la diaspora africaine, regroupant des thèmes relatifs à la culture, l'histoire, et la technologie de l'Afrique.

## Histoire

### Les débuts
Les œuvres de l’africanfuturisme existent depuis longtemps bien qu'attribuées d'abord à l’afrofuturisme. Les premières publications remontent au roman de Buchi Emecheta, The Rape Of Shavi (1983) et au roman de Ben Okri, The Famished Road (1991). Le terme est utilisé depuis 2013, Pamela Phatsimo Sunstrum, née au Botswana en faisant usage dans un essai.

### XXIesiècle
En 2019 et 2020, les écrivains africains commencent à rejeter le terme afrofuturisme en raison de l'opposition entre l'africanfuturisme qui se concentre sur le point de vue, la culture, les thèmes et l'histoire africains et l'afrofuturisme qui couvre l'histoire, la culture et les thèmes de la diaspora africaine. Le magazine de fiction spéculative Omenana et les prix Nommo décernés par The African Speculative Fiction Society (lancés en 2017) contribuent au développement du genre.

#### Invention et définition de l'africanfuturisme

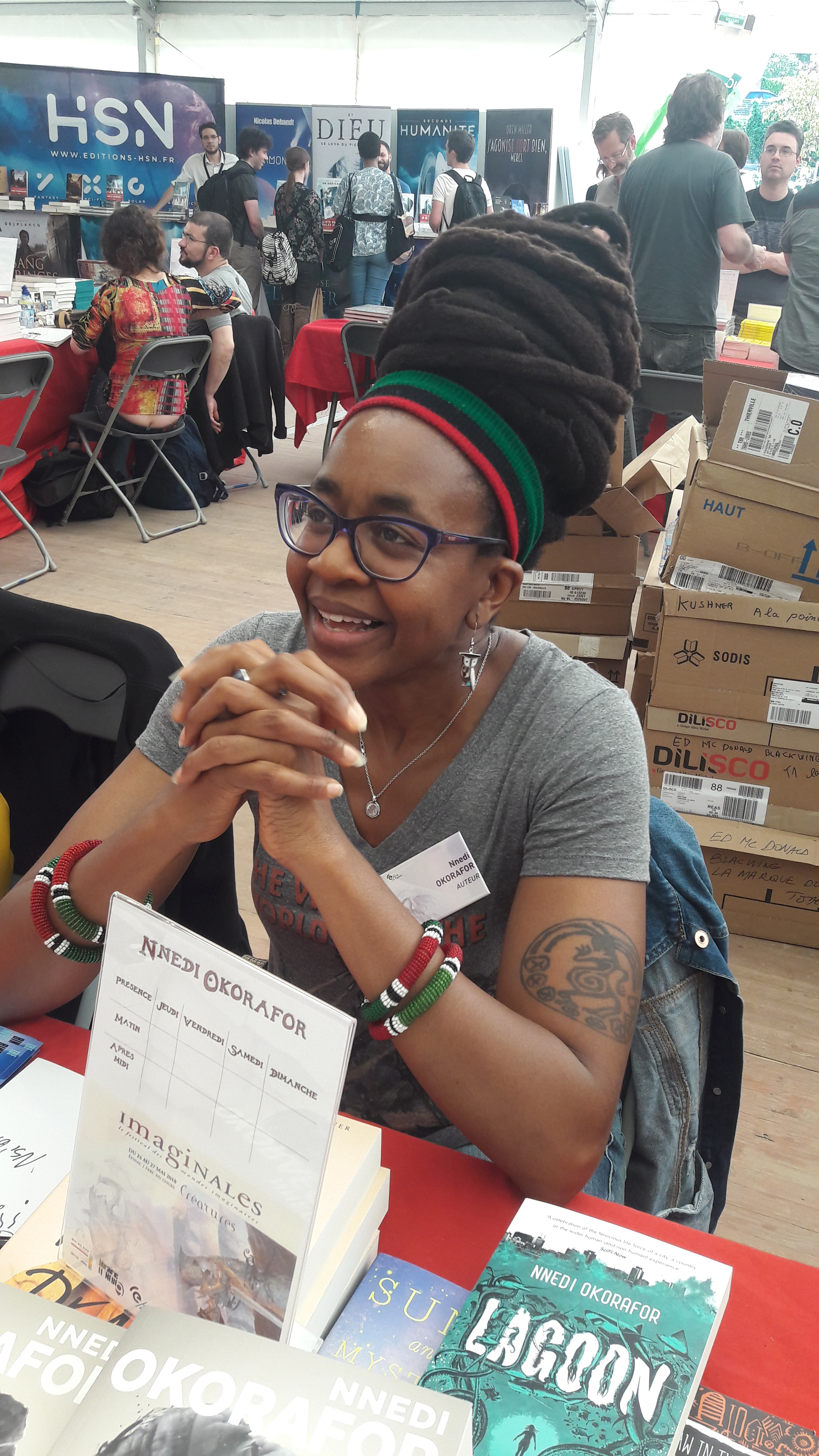
Nnedi Okorafor au festival Les Imaginales à Épinal, 17^{e} édition.

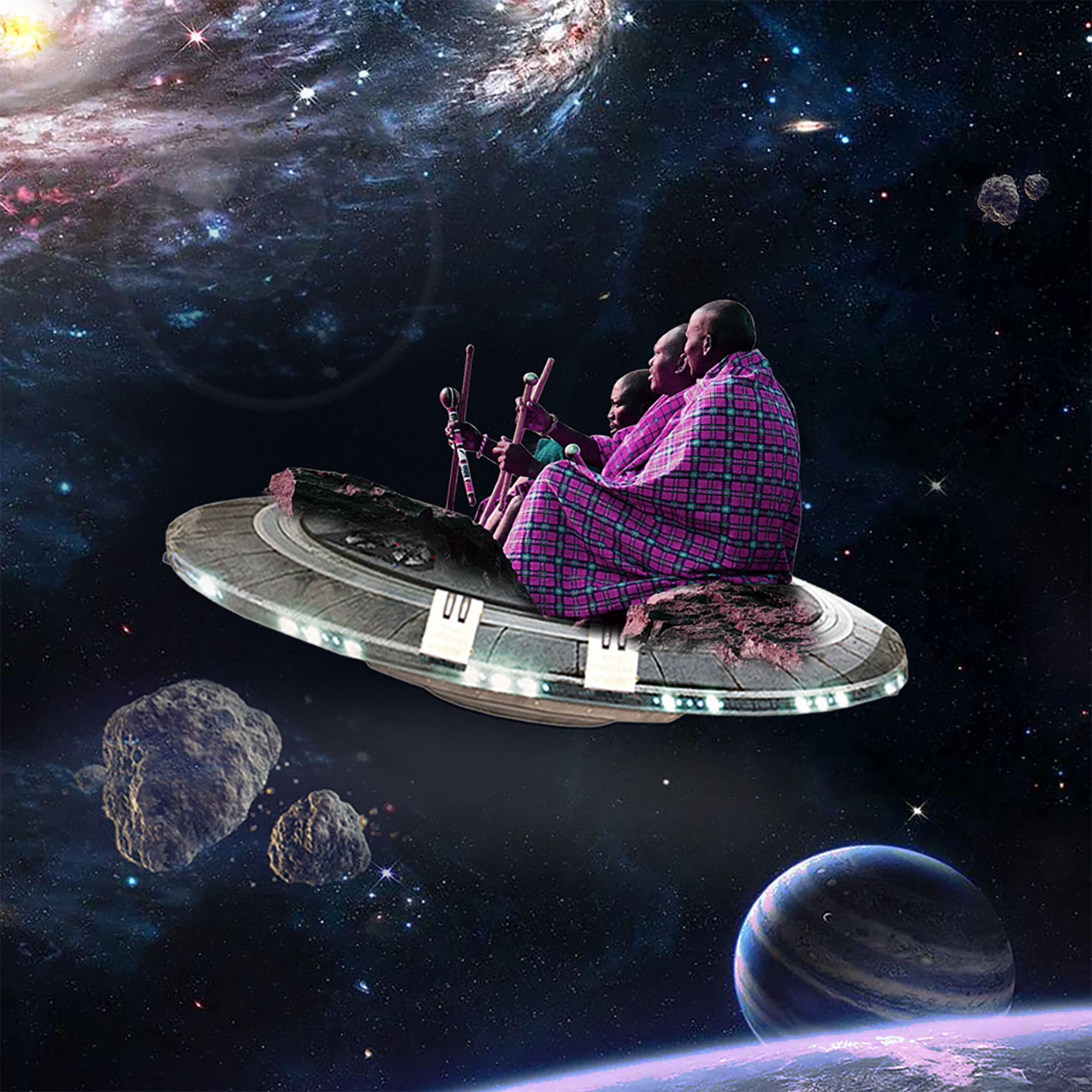
Three Elders, 2018, représentation inspirante de voyages dans l'espace plus inclusifs.

En 2019, l'auteure Nnedi Okorafor, est créditée de l'invention du terme d'africanfuturisme parce qu'elle en a banalisé et normalisé l'usage,. Elle déclare en préambule que les Noirs du continent africain et la diaspora africaine sont liés par le sang, l'esprit, l'histoire et le futur. Mais elle souligne dans la définition qu'elle formule, que l'africanfuturisme est une « sous-catégorie de la science-fiction » similaire à l'afrofuturisme, mais plus profondément enracinée dans « la culture, l’histoire, la mythologie et le point de vue africains car il se ramifie ensuite dans la diaspora noire, et ne privilégie ni ne centre l’Occident. »,,. Il se déroule dans le futur, s'intéresse à la technologie, ce qui en fait un récit « plutôt de science-fiction que de fantasy » optimiste qui comporte généralement des éléments mystiques. L'exemple qu'elle cite dans Africanfuturism Defined est :

« Afrofuturisme : Wakanda construit son premier avant-poste à Oakland, Californie, USA.  
Africanfuturisme : Wakanda construit son premier avant-poste aux abords d'un pays africain. »

En parallèle, dans le genre fantasy, Okorafor définit l'africanjujuisme comme « une sous-catégorie de la fantasy qui reconnaît respectueusement le mélange harmonieux des spiritualités et cosmologies africaines existantes avec l'imaginaire. ».

#### Africanfuturisme et afrofuturisme

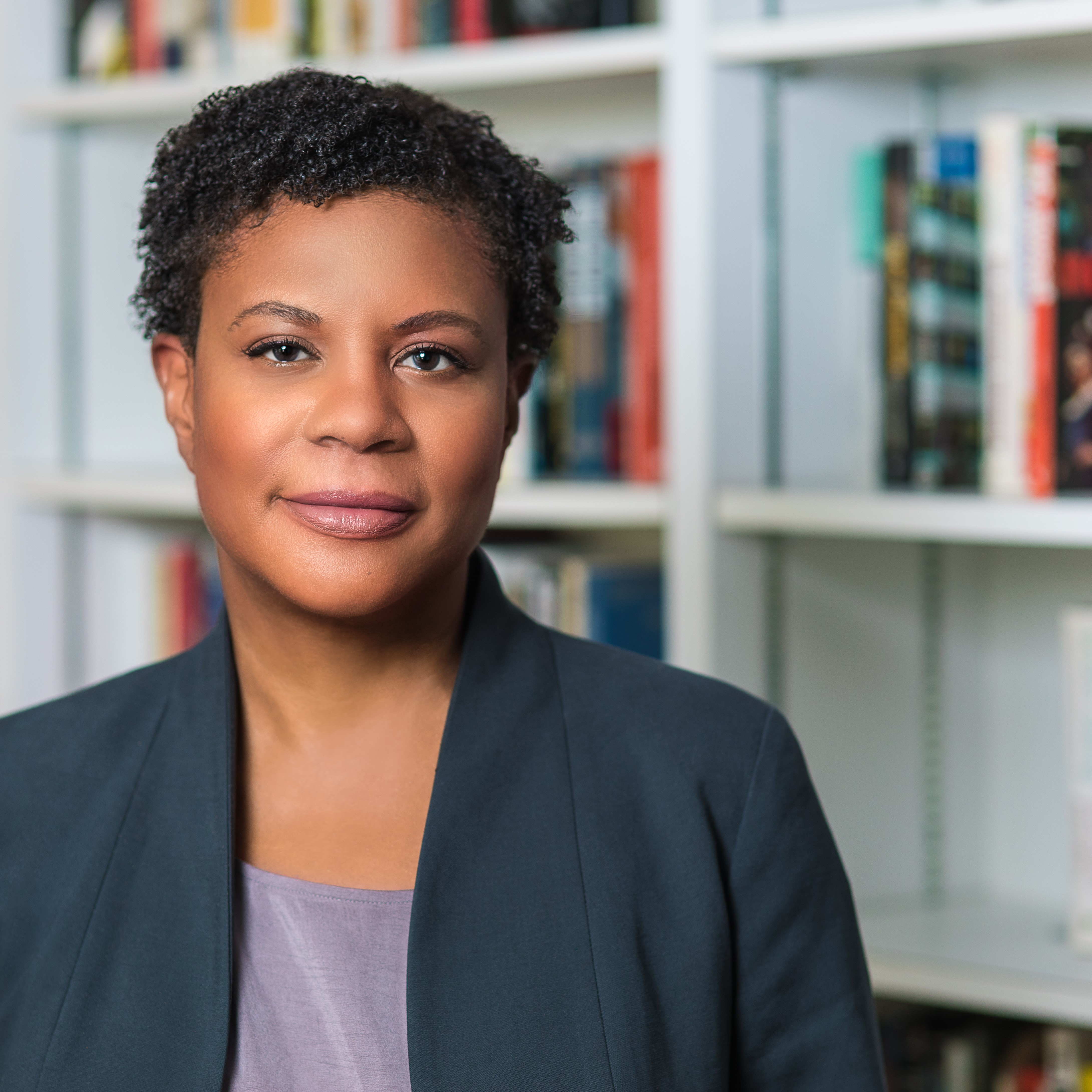
Alondra Nelson a élargi le concept de l'afrofuturisme.

En août 2020, Hope Wabuke, écrivaine et professeure d'anglais et d'écriture créative américano-ougandaise à l'université du Nebraska-Lincoln, note que l'afrofuturisme - terme inventé par Mark Dery, un critique blanc, en 1993 - traite les thèmes et les préoccupations afro-américains dans le « contexte de la technoculture du XXe siècle ». Wabuke déclare que « la conception de Dery de la négritude ne peut imaginer qu'une relation « à sens unique » avec la blancheur », comme c'est fréquent dans l'imaginaire occidental blanc. Elle poursuit : « une négritude qui commence en 1619 et qui n'est marquée que par les 400 années suivantes de violation par la blancheur, que Dery décrit comme potentiellement irréparable. ». Dery précise : « Une communauté dont le passé a été délibérément effacé et dont les énergies ont ensuite été consumées par la recherche de traces lisibles de son histoire peut-elle imaginer des avenirs possibles ? ». Wabuke critique cette définition, estimant qu'elle ne tient pas compte des qualités « de résilience, de créativité, d'imagination diasporique noire américaine » et est incapable de concevoir « la noirceur en dehors de la diaspora noire américaine »» ou indépendamment de la blancheur.
Wabuke explique que l'africanfuturisme est spécifique car il se débarrasse de « l'altérité du regard blanc occidental et de la mentalité coloniale de facto ». Elle ajoute que, selon elle, l'africanfuturisme a une vision et une perspective différentes de celles de la science-fiction et de la fantasy occidentales et américaines traditionnelles. Wabuke poursuit en expliquant trouver des exemples africanfuturistes et africanjujuistes dans Qui a peur de la mort ? et Zahrah the Windseeker (en) de Nnedi Okorafor, Pet (en) d'Akwaeke Emezi avec un focus LGBTQ et The Rape of Shavi (en) de Buchi Emecheta .
Wabuke indique que le concept d'afrofuturisme est élargi par Alondra Nelson dans les années 1990 « une chercheuse de premier plan sur les intersections entre la race, la technologie et la santé, et a continué d'être modelé par d'éminents chercheurs de manière à ce qu'il puisse contenir un concept plus large de la négritude. ». Pour Minna Salami, journaliste finlando-nigériane « l'intersection du féminisme africain et du futurisme africain reflète un espace-temps de résistance et d'espoir. ».

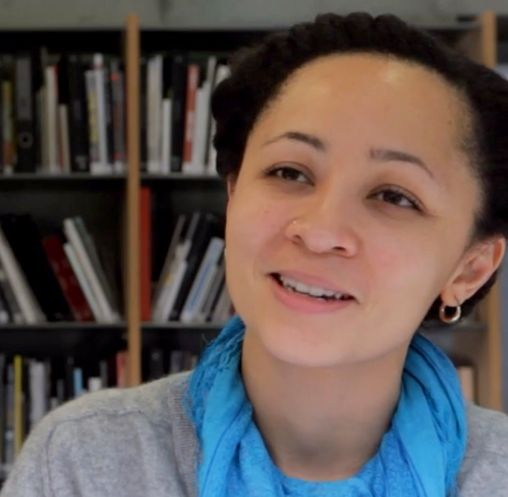
Pamela Phatsimo Sunstrum.

L'artiste botswanaise Pamela Phatsimo Sunstrum « défend l’idée d’une émergence de la science-fiction dans l’art, la littérature et la culture populaire en Afrique — distincte de l’Afrofuturisme — qui fonctionnerait comme un outil créatif et politique permettant aux africains d’analyser le présent, d’imaginer de nouveaux futurs possibles et de réinterpréter la mythologie à travers la catégorie de la science-fiction. ». En 2022, Ojima Nathaniel Sunday et Jonas Egbudu Akung, enseignants à l'université de Calabar au Nigeria, publient leurs recherches pour établir les critères qui différencient les deux concepts. Ils en listent cinq pour leur évaluation des textes publiés « expérience, paternité, langue, héroïsme noir et technologie. ». Pour sa part, Masiyaleti Mbewe, écrivaine futuriste queer zambienne interviewée dans World Literature Today, opte en 2018 pour le terme « pan-african futurisme », qui lui semble porter un sens politique « encourageant une sorte de solidarité avec les noirs du monde entier et reconnaissant davantage les disparités de nos expériences vécues. ». Elle utilise ensuite le terme « postfuturisme » puis celui de « queerfuturisme » pour décrire un « futur pro-Noir, queer et anticapitaliste ».

## Littérature et bande dessinée

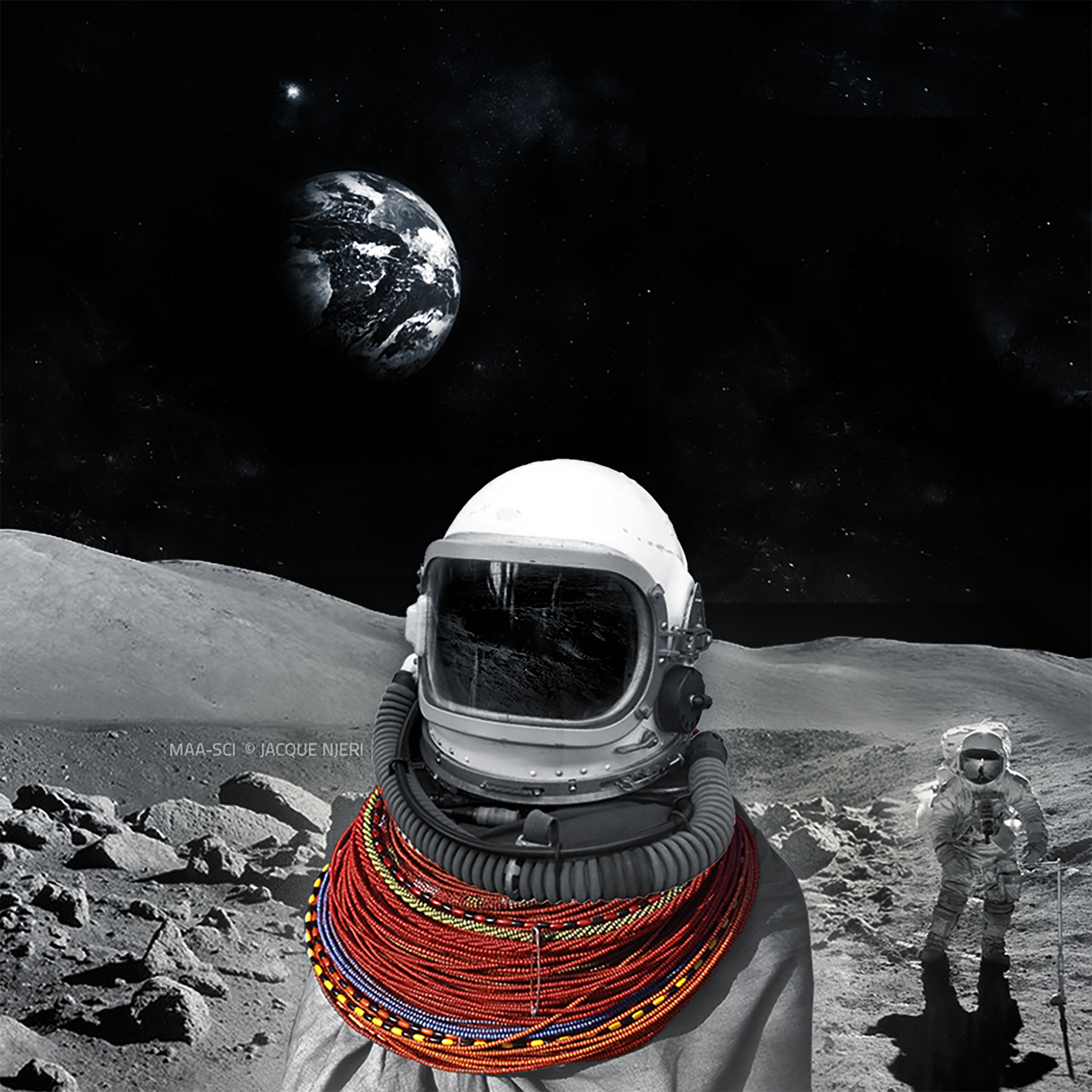
Shestory, 2018, célébration du leadership et des capacités des femmes dans l'exploration spatiale.

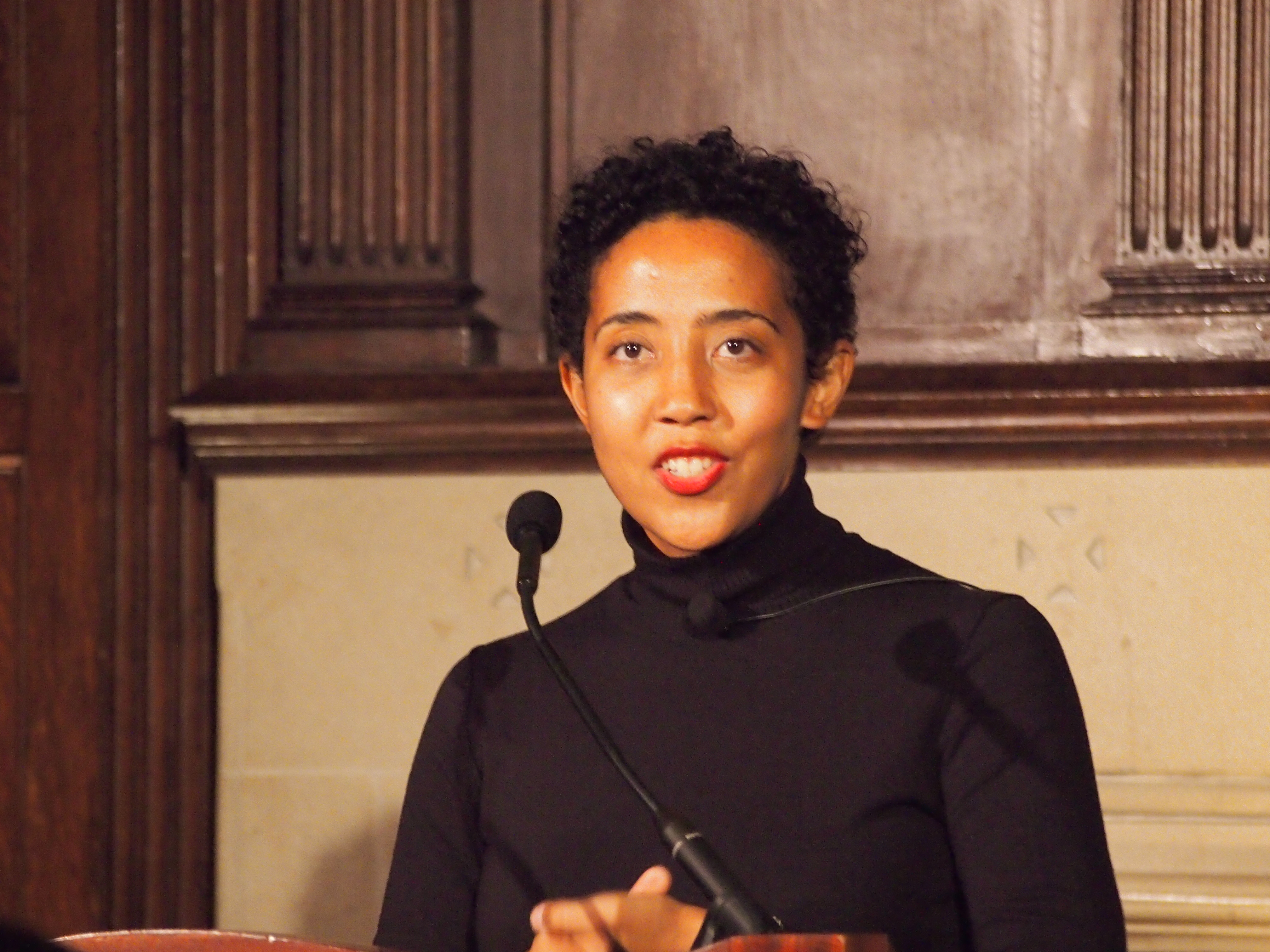
Namwali Serpell à l'université de Georgetown, en 2016.

Les œuvres littéraires de l’africanfuturisme sont encore classées dans la catégorie de l’afrofuturisme. En février 2021, Aigner Loren Wilson de Tor.com (en) explique la difficulté de trouver des livres dans ce sous-genre car de nombreuses institutions et critiques « traitent l'africanfuturisme et l'afrofuturisme comme la même chose », bien que la distinction entre les deux soit claire. Elle déclare que l'africanfuturisme est « centré sur l'Afrique et son peuple » tandis que l'afrofuturisme est une autre sous-catégorie qui concerne « les Noirs de la diaspora » et inclut souvent des histoires sur ceux qui vivent hors de l'Afrique, y compris dans les « sociétés occidentales colonisées ».

### Œuvres africanfuturistes de Nnedi Okorafor
De nombreuses œuvres de l'écrivaine américano-nigériane Nnedi Okorafor appartiennent au genre de l'africanfuturisme comme Qui a peur de la mort ?, Lagoon (en), Remote Control (en), The Book of Phoenix (en) et Noor (en). Elle remporte un prix Hugo du meilleur roman court (2016) et un prix Nebula du meilleur roman court (2015) pour sa nouvelle Binti, la première de la trilogie Binti qui raconte les aventures dans l'espace d'une fille Himba originaire de Namibie. Binyavanga Wainaina, écrivain kényan, qualifie Lagoon , qui « raconte l'histoire de l'arrivée des extraterrestres au Nigeria », d'œuvre africanfuturiste qui requiert un lecteur « activement engagé dans la co-création du futur alternatif que le roman est en train de construire », ce qui signifie que le lecteur fait partie de la « conversation créative ». En 2021, Brett Taylor Banks dans sa thèse « explore la manière dont Lagoon défie l'hégémonie culturelle occidentale et recentre l'Afrique dans l'imaginaire mondial en prenant les outils traditionnels de la science-fiction (technologie avancée, pouvoirs magiques, récits de « premier contact » et en les subvertissant ou en se les réappropriant pour les adapter aux objectifs de l'africanfuturisme. ».

### Reconnaissance
Tade Thompson écrivaine d'origine nigériane remporte un prix Arthur C. Clarke (2019) pour son roman africanfuturiste Rosewater se déroulant sous un dôme extraterrestre au Nigeria en 2066 et The Old Drift de l'écrivaine zambienne Namwali Serpell remporte le même prix en 2020. Temi Oh écrivaine d'origine nigériane remporte un prix Alex en 2020 pour Do You Dream of Terra-Two.

### Africanfuturisme: une anthologie

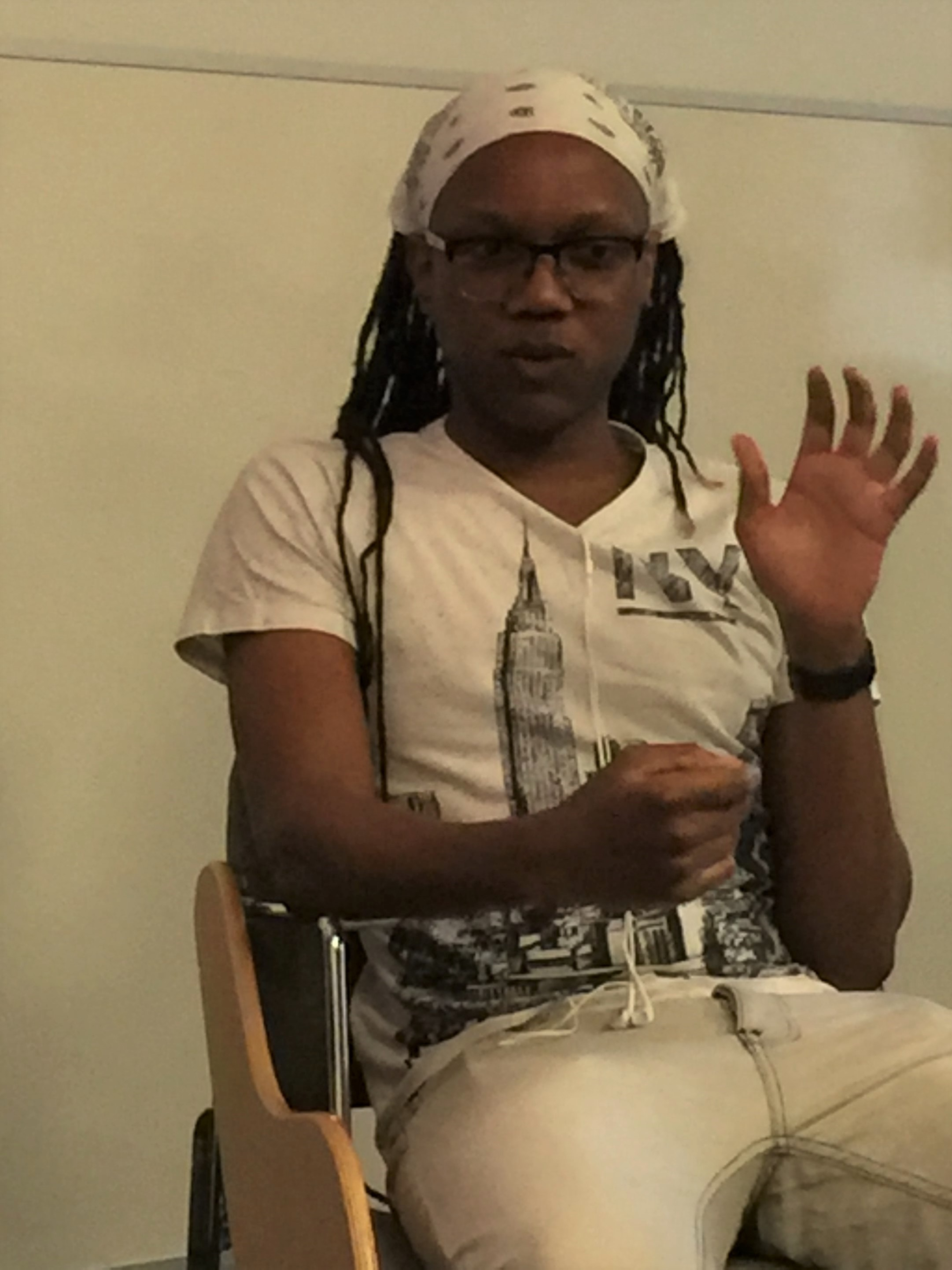
Tendai Huchu en 2019.

En 2020, Africanfuturisme : une anthologie édité par l'écrivain nigérien Wole Talabi (en) est publié par le magazine Brittle Paper et proposé gratuitement sur son site Internet (septembre 2023) pour célébrer le 10e anniversaire de cet éditeur surnommé « la place du village de la Littérature africaine » par Obinna Udenwe. Dans Britlle Paper, Ainehi Edoro définit les histoires de cette anthologie comme « huit visions originales de l'Africanfuturisme : des récits de science-fiction par des écrivains africains émergents ou chevronnés qui revendiquent la place de l'Afrique dans l'avenir. Il s'agit de visions puissantes axées sur l'expérience, les espoirs et les craintes des Africains. ».
En février 2021, l'auteur de science-fiction Gary K. Wolfe (en) révise cette anthologie. Il attribue le mérite à Nnedi Okorafor d'avoir inventé « l'africanfuturisme », notant qu'il décrit « une SF plus centrée sur l'Afrique », tout en indiquant qu'il n'est pas certain que le terme « africanjujuism » — un terme créé en parallèle pour la sous-catégorie de la fantasy — trouvera sa place. Bien que reconnaissant que les deux termes sont utiles, il n'aime pas le fait qu'ils soient « composés avec la racine futurisme et pas avec le préfixe african », le « futurisme » ne décrivant à son sens qu'une partie de la science-fiction et de la fantasy. Il qualifie le livre de « solide anthologie », car il remet en question l'idée préconçue de considérer la science-fiction africaine comme monolithique. Les histoires du livre incluent Egoli de Tendai Huchu, Yat Madit de Dilman Dila (en), Behind Our Irises de Tlotlo Tsamaase (en), Fort Kwame de Derek Lubangakene, Rainmaker de Mazi Nwonwu (en), Fruit of the Calabash de Rafeeat Aliyu, Lekki Lekki de Mame Bougouma Diene et Sunrise de Nnedi Okorafor.

### Les écrivains africanfuturistes

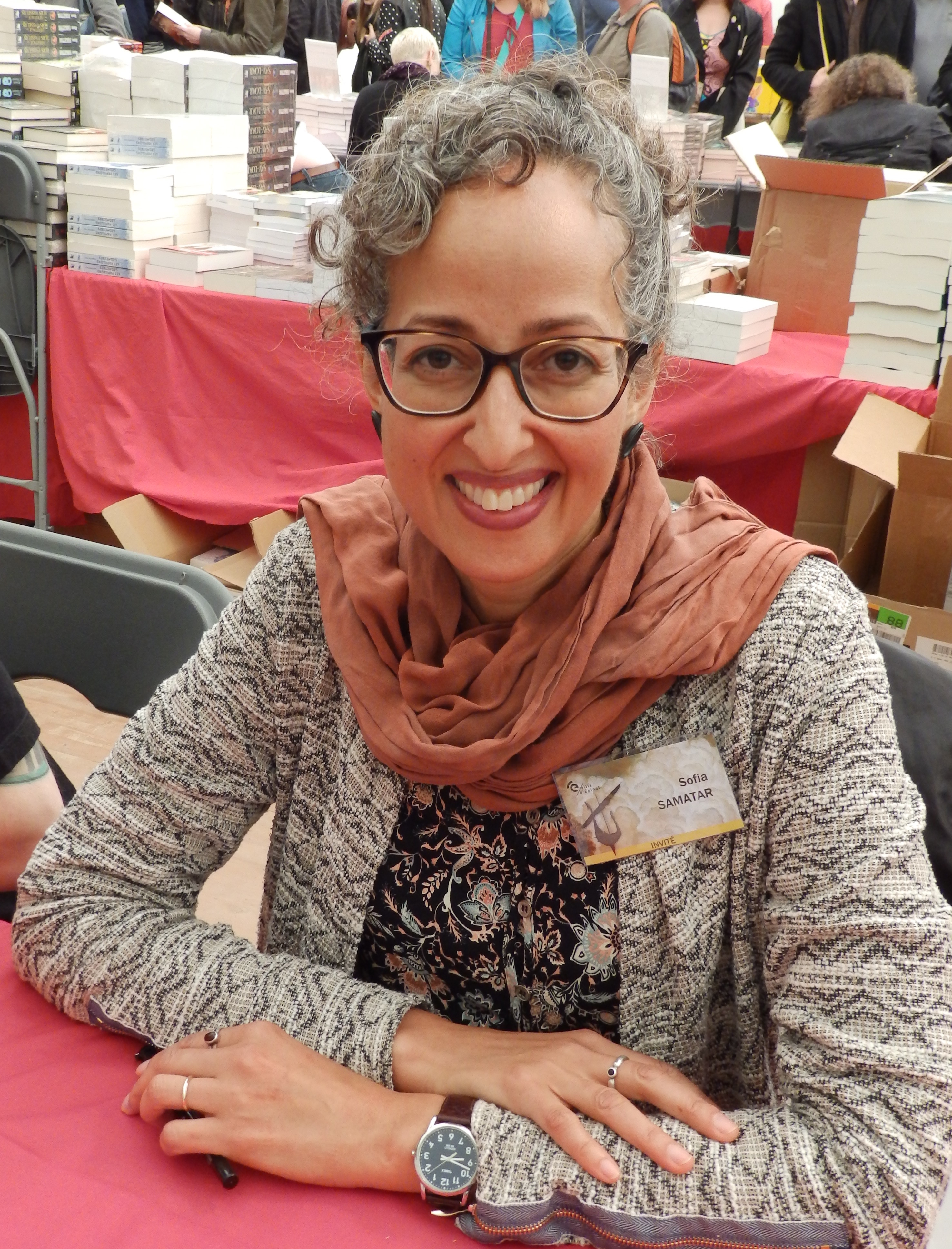
Sofia Samatar aux Imaginales en 2017.

Les écrivains de l'africanfuturisme incluent notamment Nnedi Okorafor, Tochi Onyebuchi (en), Oghenechovwe Donald Ekpeki (en), Tade Thompson, Namwali Serpell, Sofia Samatar, Wole Talabi, Suyi Davies Okungbowa (en) et Dandy Jackson Chukwudi (guw),. Lorsque Tor.com dresse une liste d'histoires et de livres du genre à partir de 2021, Tor met en avant Africanfuturism: An Anthology(édité par Wole Talabi ) ainsi que les œuvres individuelles de The Old Drift (en) de Namwali Serpell et Lagoon (en) de Nnedi Okorafor, The Prey of Gods (en) de Nicky Drayden, Ife-Iyoku (en) d'Oghenechovwe Donald Ekpeki, The Tale of Imadeyunuagbon et War Girls (en) de Tochi Onyebuchi.
Fin 2022, il existe pour l’instant quelques bandes dessinées d’africanfuturisme. Comic Republic Global Network, un éditeur basé à Lagos, joue un rôle important dans la création de super-héros africanfuturistes comme Guardian Prime (en),. LaGuardia (en), une bande dessinée de Nnedi Okorafor, associée à l'africanfuturisme, remporte en 2020 le prix Hugo de la meilleure bande dessinée.

## Films et animations

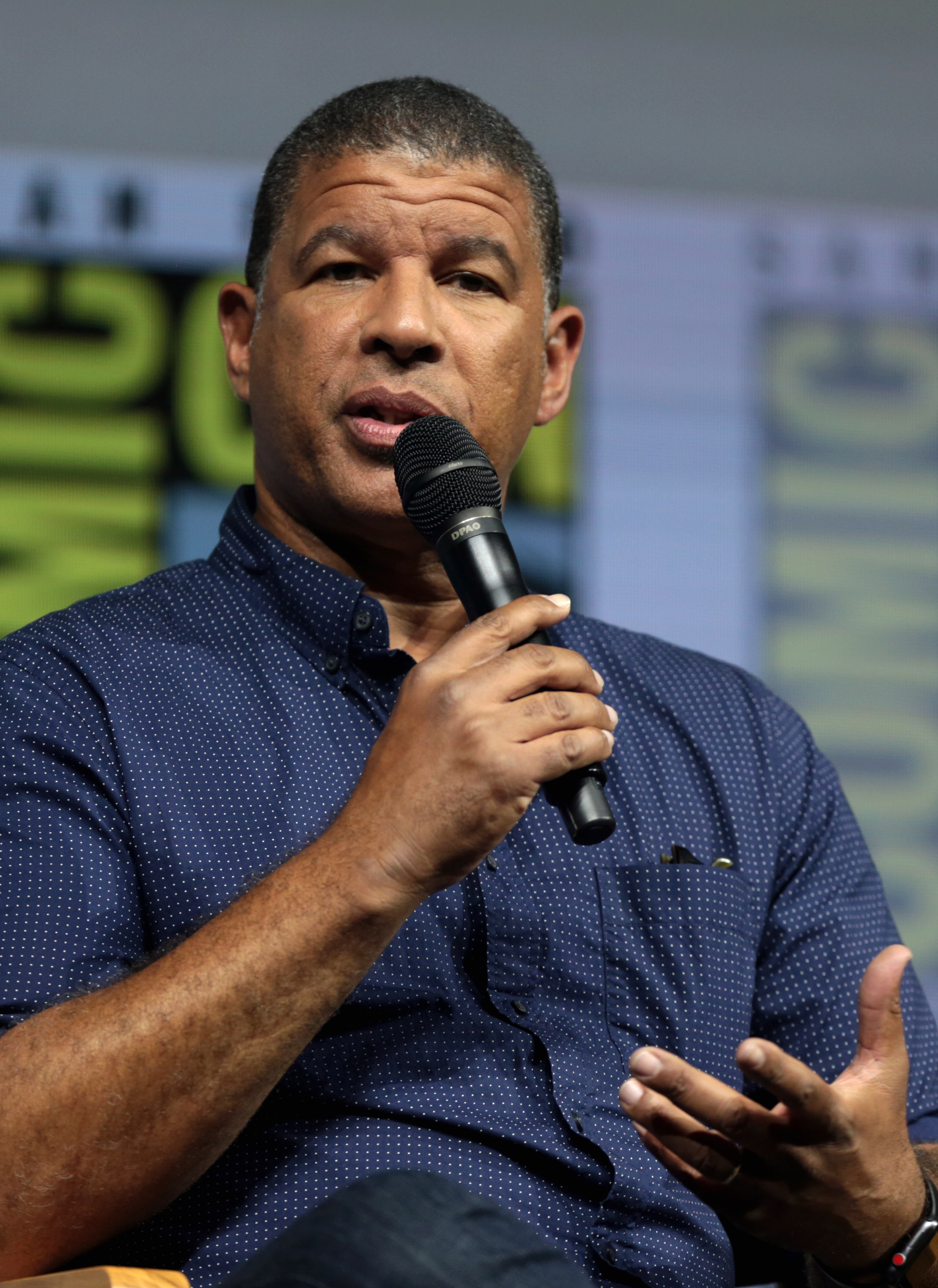
Peter Ramsey producteur exécutif de Kizazi Moto: Generation Fire.

Les films africanfuturistes sont rares. En 1969, le court métrage zambien Afronauts raconte la course à la lune entre américains, soviétiques et zambiens,. Des films comme Black Panther sont critiqués par certains spectateurs, qui disent que leur représentation de l'Afrique « perpétue les valeurs colonialistes et néocolonialistes »,. Récemment, les films d'africanfuturisme incluent Hello, Rain, Pumzi, et Ratnik. Plusieurs romans africanfuturistes ont fait l'objet d'une option pour une adaptation sur scène, notamment Binti et Qui a peur de la mort ? (Who Fears Death ?).
En 2020, Walt Disney Studios et la société panafricaine Kugali coproduisent et diffusent en 2023 une série animée de science-fiction africanofuturiste, Iwájú, inspirée de la ville de Lagos.
En juillet 2023, Kizazi Moto: Generation Fire (en), une anthologie de science-fiction animée africanfuturiste de plusieurs épisodes,, est diffusée sur Disney+. Peter Ramsey est choisi comme producteur exécutif, tandis que Tendayi Nyeke et Anthony Silverston sont choisis comme producteurs exécutifs. Triggerfish est le studio principal, en collaboration avec d'autres studios d'animation en Afrique,. Chacun des dix courts métrages présente une perspective africaine, sur des thèmes tels que les médias sociaux, la dualité, le handicap, l'introspection, l'humanité partagée et d'autres sujets, avec des histoires qui incluent le voyage dans le temps, les extraterrestres et les univers alternatifs,,.

## Exposition
L'artiste ghanéen Ekow Nimako utilise des pièces de Lego uniquement noires pour créer des univers noirs. Selon la journaliste Odile Ndongo « L'artiste se perçoit comme un « futuriste » qui mélange l'africanfuturisme, l'afrofuturisme et l'afrofantasy. ». Sa maquette de 100 000 pièces noires de Koumbi Saleh est acquise par le musée Aga Khan de Toronto.